# Phytomyza jucunda
Phytomyza jucunda este o specie de muște din genul Phytomyza, familia Agromyzidae, descrisă de Frost și Mitsuhiro Sasakawa în anul 1954. Conform Catalogue of Life specia Phytomyza jucunda nu are subspecii cunoscute.